# Pordenone
Pordenone (friülès i vèneto Pordenon) és un municipi italià, situat a la regió del Friül – Venècia Júlia i a la província de Pordenone. L'any 2006 tenia 50.518 habitants. Limita amb els municipis d'Azzano Decimo, Cordenons, Fiume Veneto, Pasiano di Pordenone, Porcia, Prata di Pordenone, Roveredo in Piano, San Quirino i Zoppola.

## Fills il·lustres
- Marc'Antonio Pordenon (1535-1590) llaütista i compositor.

## Administració
| Període | Identitat         | Partit         |
| ------- | ----------------- | -------------- |
| 2004-   | Sergio Bolzonello | Centreesquerra |